# Montague County
Montague County är ett administrativt område i delstaten Texas, USA, med 19 719 invånare (2010). Den administrativa huvudorten (county seat) är Montague. 

## Geografi
Enligt United States Census Bureau har countyt en total area på 2 429 km². 2 411 km² av den arean är land och 18 km² är vatten. 

### Angränsande countyn
- Jefferson County, Oklahoma - norr
- Love County, Oklahoma - nordväst
- Cooke County - öster
- Wise County - söder
- County - sydväst
- Clay County - väster